# Кипр на зимних Олимпийских играх 1998
Кипр принимал участие в Зимних Олимпийских играх 1998 года в Нагано (Япония), но не завоевал ни одной медали. Андреас Васили принял участие в соревнованиях по горнолыжному спорту, не финишировал в первой же попытке.

## Результаты соревнований

### Горнолыжный спорт
Мужчины
| Соревнование | Спортсмен      | 1 спуск | 1 спуск | 2 спуск | 2 спуск | Всего | Место |
| Соревнование | Спортсмен      | Время   | Место   | Время   | Место   | Всего | Место |
| ------------ | -------------- | ------- | ------- | ------- | ------- | ----- | ----- |
| Слалом       | Андреас Васили | DNF     | DNF     | DNF     | DNF     | DNF   | DNF   |